# Fonte de Angeão
Fonte de Angeão ist eine Gemeinde im zentralportugiesischen Kreis Vagos (Distrikt Aveiro). Sie umfasst eine Fläche von 10,4 km² und hat 1177 Einwohner (Stand 30. Juni 2011).
Die Gemeinde liegt etwa 14 Kilometer südlich der Kreisstadt Vagos am Rand eines großen Waldgebietes. Neben dem Hauptort gehören zu ihr auch die Ortschaften Parada de Cima, Rines und Gandara. Sie entstand 1965 durch Abtrennung von der Freguesia Covão do Lobo. Wirtschaftlich ist der Ort von Landwirtschaft geprägt.
Das Patrozinium des Ortes ist Mariä Himmelfahrt, das jährlich am 15. August gefeiert wird.  